# David Kreiner
David Kreiner (* 8. März 1981 in Kitzbühel) ist ein ehemaliger österreichischer Nordischer Kombinierer.

## Werdegang
Die Karriere des in Kitzbühel geborenen Tirolers begann bereits bei internationalen Juniorenwettbewerben. Bei den Junioren-Weltmeisterschaften 1997 in Calgary gewann er mit der österreichischen Mannschaft die Bronzemedaille. Ein Jahr später bei den Titelkämpfen in St. Moritz holte er dann Bronze im Einzelwettbewerb. 2000 in Štrbské Pleso kombinierte er dann die Erfolge der Vorjahre und belegte sowohl im Einzel als auch mit der Mannschaft Platz drei. Bei seinen vierten Junioren-Weltmeisterschaften 2001 in Karpacz konnte er schließlich im Sprint die Goldmedaille gewinnen und im Gundersen-Wettbewerb den dritten Platz verteidigen. Mit der österreichischen Mannschaft wurde er Siebter.
Seinen ersten Podestplatz im Seniorenbereich holte Kreiner 2001 in Liberec. Er wurde hinter dem Deutschen Ronny Ackermann Zweiter. Bei der Nordischen Skiweltmeisterschaft 2001 in Lahti gewann er in der Staffel die Silbermedaille. Das Team musste sich nur den Norwegern geschlagen geben. Im Jahr 2005 folgte ebenfalls in der österreichischen Staffel die Bronzemedaille bei der Nordischen Skiweltmeisterschaft 2005 in Oberstdorf. 2010 konnte er im Teambewerb bei den Olympischen Spielen in Vancouver dank einer fantastischen Laufleistung die Goldmedaille gewinnen. Am 22. Jänner 2011 konnte Kreiner im Zielsprint den Weltcupbewerb in Chaux-Neuve für sich entscheiden und gewann so sein erstes Weltcuprennen.
Zu Beginn der Saison 2011/12 bestritt Kreiner noch einmal einige Rennen in Österreich, bevor er sich aus dem Nationalteam zurückzog.
Kreiner wohnt in Kitzbühel.

## Erfolge

### Weltcup-Siege
| Nr. | Datum           | Ort            | Land       | Disziplin        |
| --- | --------------- | -------------- | ---------- | ---------------- |
| 1   | 16. März 2000   | Santa Caterina | Italien    | Team Massenstart |
| 2   | 22. Jänner 2011 | Chaux-Neuve    | Frankreich | Einzel Gundersen |

### Weltcup-Statistik
Die Tabelle zeigt die erreichten Platzierungen im Einzelnen.
- Platz 1.–3.: Anzahl der Podiumsplatzierungen
- Top 10: Anzahl der Platzierungen unter den ersten zehn
- Punkteränge: Anzahl der Platzierungen innerhalb der Punkteränge
- Starts: Anzahl gelaufener Rennen in der jeweiligen Disziplin

| Platzierung         | Einzel a | Sprint | Massenstart | Team   | Team    | Gesamt |
| Platzierung         | Einzel a | Sprint | Massenstart | Sprint | Staffel | Gesamt |
| ------------------- | -------- | ------ | ----------- | ------ | ------- | ------ |
| 1. Platz            | 1        |        |             |        | 1       | 2      |
| 2. Platz            | 1        |        |             |        | 3       | 4      |
| 3. Platz            | 1        | 2      |             |        |         | 3      |
| Top 10              | 18       | 14     | 4           |        | 8       | 44     |
| Punkteränge         | 73       | 42     | 8           |        | 9       | 132    |
| Starts              | 86       | 53     | 12          |        | 9       | 160    |
| Stand: Karriereende |          |        |             |        |         |        |

## Auszeichnungen (Auszug)
- 2001: Silbernes Ehrenzeichen für Verdienste um die Republik Österreich